# 8205 Van Dijck
8205 Van Dijck è un asteroide della fascia principale. Scoperto nel 1994, presenta un'orbita caratterizzata da un semiasse maggiore pari a 3,1768929 UA e da un'eccentricità di 0,1641513, inclinata di 1,85745° rispetto all'eclittica.